# Tovéř
Tovéř (někdy chybně uváděná jako Toveř) je obec v okrese Olomouc v Olomouckém kraji. Žije zde 657 obyvatel.

## Název
Už nejstarší doklady mají víceméně dnešní podobu, která asi vznikla zkrácením z původního Toběvěř odvozeného z osobního jména Toběvěr (jméno osady tedy označovalo Toběvěrův majetek).

## Historie
První písemná zmínka o obci pochází z roku 1203, kdy je zmíněna v listině vydané moravským markrabětem Vladislavem Jindřichem. Ve vlastnictví obce se vystřídala řada feudálních pánů, nejdéle (404 let) vlastnil Tovéř klášter kartuziánů z Dolan. Roku 1850 se Tovéř stala samostatnou obcí olomouckého okresu. Ve 20. letech dvacátého století byla v obci zavedena kanalizace později i elektrická síť. Na konci druhé světové války proběhly u Tovéře střety Rudé armády s německými oddíly.
V průběhu padesátých let dvacátého století prošla sedlácká obec kolektivizací. Proti té se postavil protikomunistický odbojář Miloslav Štědrý.

## Obyvatelstvo
| Rok            | 1869 | 1880 | 1890 | 1900 | 1910 | 1921 | 1930 | 1950 | 1961 | 1970 | 1980 | 1991 | 2001 | 2011 | 2021 |
| -------------- | ---- | ---- | ---- | ---- | ---- | ---- | ---- | ---- | ---- | ---- | ---- | ---- | ---- | ---- | ---- |
| Počet obyvatel | 253  | 242  | 273  | 274  | 303  | 324  | 421  | 337  | 443  | 400  | 369  | 390  | 464  | 563  | 618  |
| Počet domů     | 34   | 38   | 35   | 38   | 39   | 45   | 66   | 84   | 95   | 103  | 104  | 122  | 143  | 176  | 212  |

## Obecní správa
Mezi lety 1869–1950 Tovéř byl obcí v okrese Olomouc (1869–1910), posléze v okrese Olomouc-venkov (1921–1930) a později v okrese Olomouc-okolí. V letech 1961–1990 patřil jako část obce k Dolanům a od 24. listopadu 1990 je opět samostatnou obcí opět v okrese Olomouc.

### Obecní symboly
Znak a vlajka byly obci uděleny rozhodnutím předsedy Poslanecké sněmovny Parlamentu České republiky dne 18. dubna 2014.

## Pamětihodnosti

### Kaple svatého Cyrila a Metoděje
Kaple je vystavěna na obdélníkovém půdorysu s půlkruhovým závěrem. Fasáda je členěna lizénami, v bocích prolomena párem oken s půlkruhovým záklenkem, okna lemována štukovými šambránami. Střecha je sedlová (nad závěrem valbová), trojúhelníkový štít je lemován zubořezem a prolomen kruhovým otvorem.
Po roce 1945 prováděl drobné a udržovací práce dolanský farář za pomoci věřících občanů. Až v devadesátých letech dvacátého století byla obnovena fasáda kaple a po roce 2000 upraveno její okolí.

### Kamenný kříž
Kamenné kříže se zpravidla stavěly na konci nebo na začátku obce nebo tam, kde se stalo nějaké neštěstí. V Tovéři stával kamenný kříž na křižovatce u hospody vedle kaštanu, neboť tam historicky končila původní obecní zástavba. Uvedený kaštan narušoval statiku kříže, a tudíž byl za působení starosty Ladislava Slezáka přemístěn k polní cestě, též zvané Třináctka (u rybníka směrem na Dolany). Během rozšiřování zástavby obce byl na čas uložen v depozitáři a později postaven u kaple.

### Sloup se sousoším Nejsvětější Trojice
Hranolový podstavec s nápisovými deskami stojí na dvou pískovcových stupních, na něm je osazen pískovcový sloup ukončený korintskou hlavicí. Vrchol je sochařsky řešená kompozice sousoší Nejsvětější Trojice. Vytesaný nápis na nápisové desce: "Ke cti nejsvětější Trojice Boží z vděčnosti Antonínu Foukalovi a Veronice, manželce jeho, postaveno na památku od Ignáce Vyjídáka a manželky jeho Františky z Toveře z čís. 9 a 23 léta Páně 1880 a od velebného pána P. Jana Stáhla, faráře a rady konsistoriálního, postaveno."

### Boží muka
Boží muka z druhé poloviny 18. století stojí východně od obce při cestě do Dolan. Jedná se o drobnou barokní stavbu.

## Osobnosti
- Miloslav Štědrý (1914–1966) – chemik a protikomunistický odbojář
- František Šnajdr (1914–2001) – malíř a fotograf[9]
- Vladimír Boudník (1924–1968) – grafik a malíř
- Vítězslav Dokoupil - horolezec, spoluzakladatel polní nemocnice Czech Hospital